# Hemieuxoa verniloides
Hemieuxoa verniloides là một loài bướm đêm trong họ Noctuidae.